# Neve diventeremo
Neve diventeremo è un album dei 7grani, pubblicato nel 2013.
Si tratta di un album dedicato alla memoria dell'Olocausto e della Resistenza; non contiene brani inediti, ma solo cover di canzoni già note, come Auschwitz, La guerra di Piero, Gioia e rivoluzione, e altri brani dai precedenti album dei 7grani, come quello che dà il titolo all'album, Neve diventeremo, già pubblicato come singolo nel 2010 e incluso in Di giorno e di notte.

## Tracce
1. Nutri la memoria – 5:07
2. Auschwitz – 7:08 (Francesco Guccini)
3. La Ballata di Mauthausen – 5:43 (testo: Iakovos Kambanellis – musica: Mikīs Theodōrakīs)
4. La guerra di Piero – 2:56 (testo: Fabrizio De André – musica: Vittorio Centanaro)
5. Neve diventeremo – 4:26
6. Ma mi – 4:18
7. Ahi ahi ahi – 4:11
8. Gioia e rivoluzione – 3:42 (Patrizio Fariselli, Ares Tavolazzi, Paolo Tofani)
9. Segnali di fumo – 4:04
10. La storia – 4:52 (Francesco De Gregori)

Durata totale: 46:27